# Anna Nikulina
Anna Igorevna Nikulina (en russe : Анна Игоревна Никулина), née le 25 août 1991 à Novossibirsk, est une biathlète russe.

## Carrière
Elle effectue ses premières courses dans l'IBU Cup en 2013 et obtient son premier podium en mars 2014 à Val Martello. L'hiver suivant, elle domine le classement général, gagnant une manche à Canmore (sprint).
Elle fait ses débuts en Coupe du monde en décembre 2015, à Khanty-Mansiïsk, compétition dont elle n'obtient aucun résultat dans les points (top 40). 
Aux Championnats d'Europe 2014, son meilleur résultat individuel est quatrième à la poursuite.

## Palmarès

### IBU Cup
- Vainqueur du classement général en 2015.
- 7 podiums individuels, dont 1 victoire.